# Sigüés
Sigüés è un comune spagnolo situato nella comunità autonoma dell'Aragona. Fa parte della comarca della Jacetania.
L'edificio più insigne del paese è la chiesa medievale in stile romanico di San Esteban, profondamente rimaneggiata nel XVI secolo.